# 한국성우협회
한국성우협회(韓國聲優協會, Korea Voice Performance Association)는 대한민국 방송의 성우단체로 서울특별시 영등포구에 있으며, 방송회사의 성우들을 주로 관리하고있다. 특히, 한국방송연기자노동조합 성우지부와 함께 활동하고있다.

## 연혁
- 1963년 12월: 한국성우협회 창립, 초대 이사장 장민호, 고문 복혜숙
- 1964년:공보처에 정식 등록 인가
- 1994년:공보처에 정식 인가 (재등록)
- 2005년:서울특별시 영등포구에 새 사무실 개설

## 제 26대 협회임원구성
- 이사장: 이연희
- 수석부이사장: 강희선
- 부이사장: 홍시호, 황윤걸
- 사무총장: 최재호
- 사무장: 박현화
- 이사: 이미자, 이선주, 황윤걸, 홍시호, 민응식, 문관일, 차명화, 이상헌, 김광국, 하성용, 김선혜, 이지환, 이기호, 이소은, 정성훈, 고구인
- 자문위원: 이선영, 송도영, 기영도, 이정구, 서윤석
- 노조대의원: 강희선, 곽대홍, 김무규, 김장, 류다무현, 서문석, 이상헌, 이원준, 정훈석, 황윤걸
- 감사: 김순환, 변종필, 이소영

## 관련유관기관참고
- 한국방송공사 (KBS)
- 한국교육방송공사 (EBS)
- CJ ENM (투니버스)
- 대교방송
- 대원방송 (애니원 / 애니박스)
- 애니맥스
- 기독교방송 (CBS)
- 가톨릭평화방송 (CPBC)

## 관련 단체
- 대한민국 방송통신위원회
- 한국방송연기자노동조합
- 한국방송실연자권리협회
- 한국방송예술인단체연합회
- 한국방송협회
- 한국방송연기자협회
- 한국방송연극협회
- 저작권조정심의위원회
- 한국방송작가협회

## 탈퇴 및 비회원

### 남성
- 김인배(KBS 성우극회 5기)
- 민대식(KBS 성우극회 5기)
- 배창식(舊 KBS 3TV(現 EBS 성우극회) 특기)
- 윤병훈(KBS 성우극회 10기, 1996년 사망)
- 박제길(KBS 성우극회 15기)
- 김종환(KBS 성우극회 17기)
- 이현걸(KBS 성우극회 21기,현재 한국일보 차장으로 활동 중이다.)
- 김경응(KBS 성우극회 22기, 현재 배우로 전향하여 활동 중이다.)
- 한석규(KBS 성우극회 22기, 현재 배우로 전향하여 활동 중이다.)
- 조영호(KBS 성우극회 25기)
- 강성욱(MBC 성우극회 4기, 현재 배우로 전향하여 활동 중이다.)
- 김관식(MBC 성우극회 7기)
- 김기성(MBC 성우극회 8기)
- 장영린(MBC 성우극회 8기)
- 한대수(MBC CM 2기)
- 김주형(MBC CM 4기)
- 이대영(CBS 성우극회 15기)
- 박호조(CBS 성우극회 18기)
- 심영민(CPBC 성우극회)
- 심정민(대원방송 성우극회 1기,현재 피트니스 소장으로 전향하여 활동 중이다.)
- 이기성(대원방송 성우극회 6기)
- 이현우(대교방송 성우극회 5기)

### 여성
- 남현경(KBS 성우극회 14기)
- 이민정(KBS 성우극회 14기)
- 故 윤인석(KBS 성우극회 18기, 2012년 사망)[1]
- 김도희(KBS 성우극회 20기)
- 박은경(KBS 성우극회 20기)
- 조미란(KBS 성우극회 20기)
- 최아란(KBS 성우극회 20기)
- 박성현(KBS 성우극회 23기)
- 서민이(KBS 성우극회 23기)
- 오세윤(KBS 성우극회 23기)
- 정소희(KBS 성우극회 26기)
- 최선자(MBC 성우극회 1기)
- 서영애(MBC 성우극회 4기, 현재 배우로 전향하여 활동 중이다.)
- 박부이(MBC 성우극회 8기)
- 성유진(MBC 성우극회 10기)
- 이승현(MBC 성우극회 11기)
- 유상우(MBC 성우극회 17기)
- 김순자(MBC CM 1기)
- 최정양(MBC CM 1기)
- 한순자(MBC CM 1기)
- 문병레(MBC CM 2기)
- 차영주(MBC CM 2기)
- 박혜경(MBC CM 4기)
- 송은주(MBC CM 5기)
- 안정희(EBS 성우극회 12기)
- 이재경 (CBS 성우극회 13기)
- 송민정 (CBS 성우극회 18기)
- 박근형 (CPBC 성우극회)
- 박광숙(대교방송 성우극회 1기
- 이유미(대교방송 성우극회 1기)
- 이희수(투니버스 성우극회 5기)

## 같이 보기
- 대한민국의 성우 목록